# Renzo Yáñez
Renzo Alberto Yáñez (Santa Cruz, Chile, 5 de junio de 1980) es un exfutbolista y actual entrenador chileno. Jugaba de delantero y su último club fue Curicó Unido en la Primera B de Chile.
Fue un Destacado goleador, jugando en diversos clubes de chile, siendo los más destacados Huachipato y Audax Italiano, además de ser recordado por ser suspendido por 8 fechas por supuestamente agredir al árbitro en 2012.
Actualmente se desempeña como entrenador de Chimbarongo FC de la Tercera División A.

## Trayectoria
Comenzó su carrera en las divisiones inferiores de Unión Santa Cruz debutando en el año 1997, en esa temporada su equipo desciende a Tercera División; aquello no fue impedimento para que la Universidad de Chile se fijara en él, formando parte del plantel campeón de 1999, siendo este su primer honor profesional. La próxima temporada, ganó nuevamente el título de la liga y ahora la Copa Chile 2000.
En 2001 es enviado a préstamo a Unión La Calera en donde no juega mucho. En 2002 es cedido en calidad de préstamo a la Universidad de Concepción que militaba en aquel entonces Primera B; durante su etapa aquí, Renzo ayudó en el ascenso a Primera División, siendo un jugador clave en la temporada es figura y uno de los máximos anotadores del equipo con 18 goles.
En 2003 retorna a Universidad de Chile. El 2004 ficha nuevamente por Universidad de Concepción cumpliendo una irregular campaña.
El 2005 ficha en Cobresal donde fue titular durante gran parte el año. A principios del 2006 ficha en Huachipato y se convierte en titular indiscutido logrando buenas actuaciones.
Para la Temporada 2008 ficha en Audax Italiano luego de firmar un contrato de dos años, para el Torneo Apertura 2008 y en el Copa Libertadores 2008 . Hizo su debut frente a Deportes La Serena el 2 de enero de 2008, jugando 24 minutos de juego, en un empate 0-0 después de reemplazar a Renato Ramos a los 66 minutos. El 22 de febrero, Renzo anotó un triplete en la victoria por 4-1 sobre su exequipo Cobresal , de esta forma ganar la titularidad muy rápidamente. Yáñez nuevamente anotó el 15 de marzo, en la victoria 3-1 sobre Universidad Católica , anotando el segundo a los 19 minutos. Semanas más tarde, el 30 de marzo, incrementa su recuento contra Palestino en un partido que ganó 2-1 Audax. En su primer torneo con el club, Yáñez anotó 7 goles en 16 partidos durante el Torneo Apertura 2008. Yáñez comenzó el Torneo Clausura 2008 con un gol en el empate 1-1 ante Deportes La Serena. Después de semanas, el 23 de agosto, marcó el gol de su equipo en una derrota de 2-1 con Provincial Osorno en el minuto 75, en el 11 jornada. La próxima jornada del Clausura contra Universidad Católica , Renzo anotó un doblete en una victoria fuera de casa en el Estadio San Carlos de Apoquindo en el minuto 61 y en el minuto 90. El 27 de septiembre, continuó marcando goles, ahora en contra de O'Higgins , siendo el único del juego en la victoria por 1-0 en casa. El 25 de octubre, marcó su gol oficial 12 en Audax en la victoria 5-3 sobre Santiago Morning.
En 2010 no fue considerado por el técnico Pablo Marini por lo que recala en Santiago Morning en donde logra estar solo por 6 meses, en julio llega  a Deportes Concepción por un año donde por su poca efectividad nunca convenció a la hinchada lo que lo llevó a  pensar en el retiro. 
Finalmente no se retira convencido por Hernán Ibarra se transforma en el refuerzo de San Marcos de Arica durante 2011 donde recibió una sanción de ocho fechas tras supuestamente agredir  al árbitro Cristián Basso en el duelo de su equipo ante Antofagasta , por la segunda fecha de la fase nacional de primera b por lo que renunció a San Marcos de Arica con la idea de dejar la actividad y dedicarse ahora a su familia y a un complejo deportivo que montó en Santa Cruz.
Sin embargo en 2012 llega a Curicó Unido donde solo consigue hacer un gol; se retira definitivamente del futbol para ser ayudante técnico.

### Ayudante técnico
Después de su retiro en 2013, integró el cuerpo técnico del club de su ciudad natal,  Unión Santa Cruz.

## Clubes
| Club                                 | País  | Año       |
| ------------------------------------ | ----- | --------- |
| Unión Santa Cruz                     | Chile | 1997      |
| Universidad de Chile                 | Chile | 1998-2003 |
| → Unión La Calera (cedido)           | Chile | 2001      |
| → Universidad de Concepción (cedido) | Chile | 2002      |
| Universidad de Concepción            | Chile | 2004      |
| Cobresal                             | Chile | 2005      |
| Huachipato                           | Chile | 2006-2007 |
| Audax Italiano                       | Chile | 2008-2009 |
| Santiago Morning                     | Chile | 2010      |
| Deportes Concepción                  | Chile | 2010      |
| San Marcos de Arica                  | Chile | 2011      |
| Curicó Unido                         | Chile | 2012      |

## Palmarés

### Campeonatos nacionales
| Título           | Club                 | País  | Año  |
| ---------------- | -------------------- | ----- | ---- |
| Primera División | Universidad de Chile | Chile | 1999 |
| Primera División | Universidad de Chile | Chile | 2000 |
| Copa Chile       | Universidad de Chile | Chile | 2000 |